# Ich hab' mich ergeben
Ich hab' mich ergeben, ursprungligen Gelübde, är en tyskspråkig sång från 1820 med text av Hans Ferdinand Massmann. Melodin är samma som Wir hatten gebauet ein stattliches Haus från 1819. Den var åren 1949-1952 även inofficiell nationalsång i Västtyskland innan man återgick till Deutschlandlied.

### Fotnoter
1. ↑  När juldagsmorgon glimmar Arkiverad 18 oktober 2014 hämtat från the Wayback Machine.